# Cámara de fotos desechable

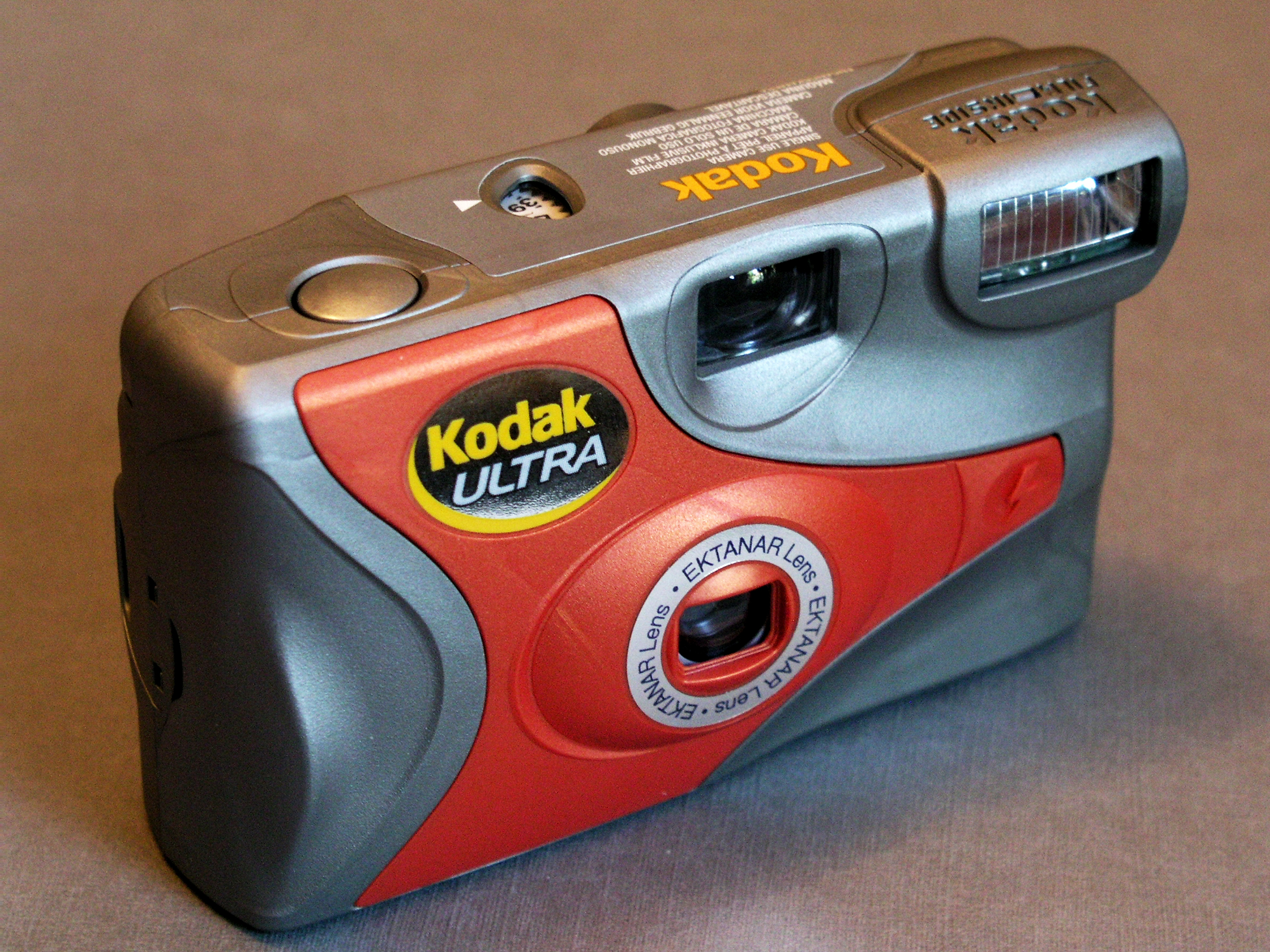
Cámara desechable Kodak Ultra con flash, y que permite hasta 39 fotografías.

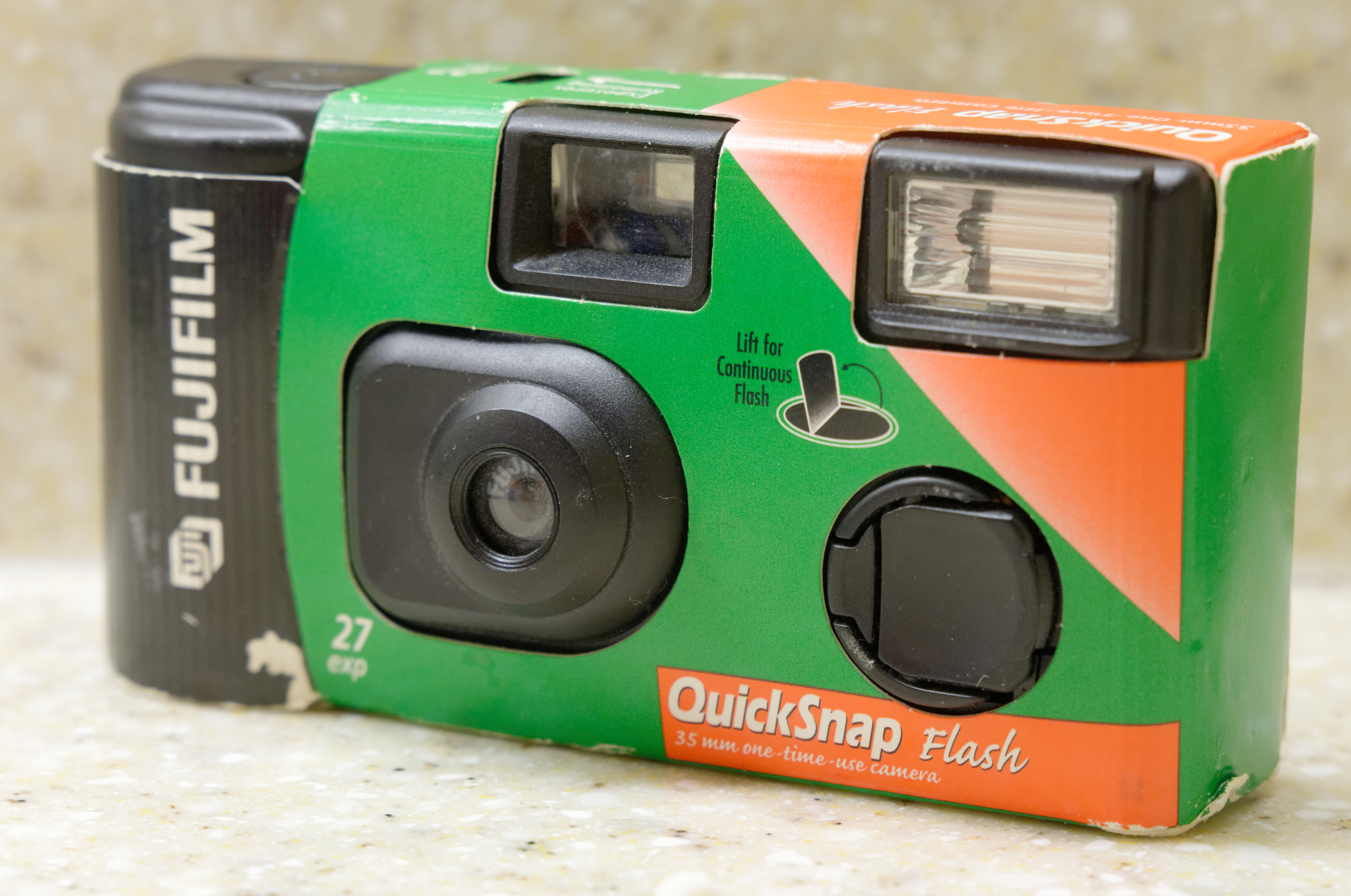
Fujifilm QuickSnap, 2003.

Una cámara de fotos desechable o cámara de un solo uso es una cámara fotográfica en la que tanto el carrete como la lente y el resto de componentes están integrados en una misma carcasa, de tal modo que, para extraer el filme del interior a la hora de revelarlo, se daña irremediablemente la estructura de la cámara, impidiendo un uso posterior. Se tratan de cámaras muy internacionales, disponibles en casi todos los países de alto valor turístico.

## Tipos de cámaras desechables
Actualmente en el mercado es posible encontrar diversos tipos de cámaras desechables, acordes al uso que se les vaya a dar.

### Cámaras con flash
Son aquellas que incorporan un flash en la estructura de la cámara.

### Cámaras sumergibles
Este tipo de cámara desechable incorpora un recubrimiento, usualmente de plástico, destinado a situar la cámara bajo condiciones de estanqueidad, permitiendo su utilización bajo el agua a pequeñas profundidades (4-5 m).

### Cámaras desechables normales
Se trata de cámaras económicas, de baja calidad, sin flash, zoom y no son sumergibles, cubiertas de cartón, muy usadas en los viajes, cuando se olvida una cámara normal y corriente, debido a su bajo coste y su facilidad de transporte. Suelen tener una capacidad de 25-40 fotografías.

## Problemática de una cámara desechable
Las cámaras desechables no incluyen zum de ningún tipo, además de estar construidas con materiales de baja calidad, que no garantizan  buenos resultados, además dañan demasiado al medio ambiente. Es habitual obtener fotografías desenfocadas, así como con colores extraños. Suelen incorporar un visor de marco con sus consiguientes inconvenientes.

## La reutilización de las cámaras desechables
La compañía Kodak ofrece la posibilidad de reutilizar la carcasa de sus cámaras desechables. Para ello, el personal del centro de revelado ha de regresar la carcasa a Kodak, quien sustituye algunas partes y vuelve a poner en el mercado la cámara. Gracias a este programa de reciclado y reutilización, Kodak consiguió la reutilización de más de 1.5 billones de piezas en el año 2010.